# Kamptodaktylia

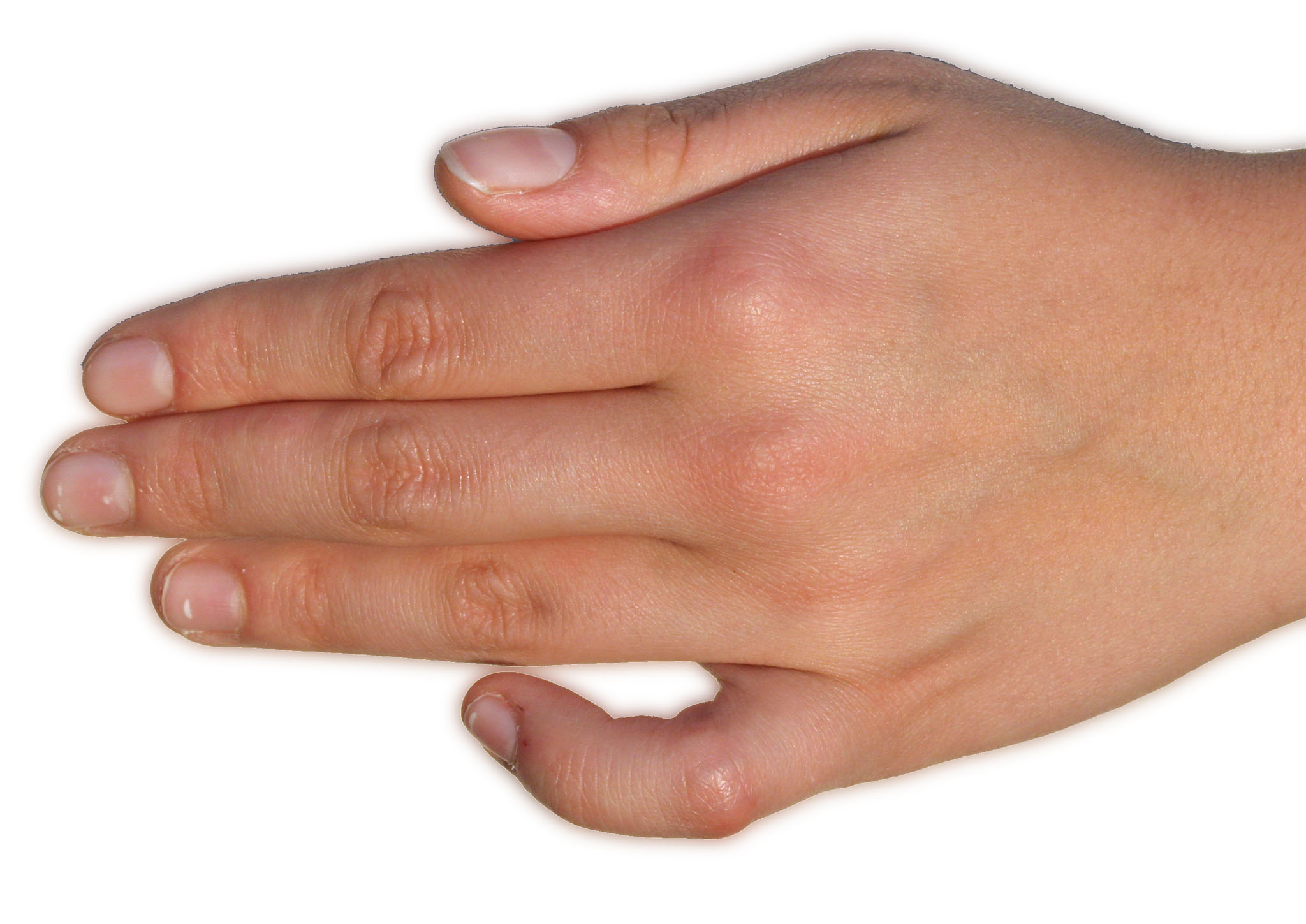
Kamptodaktylia pourazowa małego palca

Kamptodaktylia (łac. camptodactylia, ang. camptodactyly, z gr. καμπτος = zgięty + δάκτυλος = palec) – wada wrodzona polegająca na przykurczu zgięciowym jednego lub wielu palców. Może być wadą izolowaną lub wchodzić w skład zespołów wad wrodzonych. Niektóre z nich to:
- zespół Jacobsena
- zespół Freemana-Sheldona
- zespół Weavera
- zespół Zellwegera
- zespół Gordona
- zespół oczno-zębowo-palcowy.

Występuje też jako zmiana pourazowa.